# Vellefrey-et-Vellefrange
Vellefrey-et-Vellefrange est une commune française située dans le département de la Haute-Saône, la région culturelle et historique de Franche-Comté et la région administrative Bourgogne-Franche-Comté.

## Géographie
Vellefrey et Vellefrange est une commune composée de deux petits villages séparés par une rivière, la Morthe.
Cette petite commune est située à moins de 5 km de Gy (Haute-Saône), à 23 km de Gray,
à 34 km de Besançon (Doubs), à 37 km de Vesoul (Haute-Saône), et à 72 km de Dijon.

### Communes limitrophes
| Angirey | La Chapelle-Saint-Quillain |                       |
| Citey   | Vellefrey-et-Vellefrange   | Vantoux-et-Longevelle |
| Gy      |                            | Bucey-lès-Gy          |

### Climat
Pour des articles plus généraux, voir Climat de la Bourgogne-Franche-Comté et Climat de la Haute-Saône.
En 2010, le climat de la commune est de type climat des marges montargnardes, selon une étude du Centre national de la recherche scientifique s'appuyant sur une série de données couvrant la période 1971-2000. En 2020, Météo-France publie une typologie des climats de la France métropolitaine dans laquelle la commune est exposée à un climat semi-continental et est dans la région climatique  Lorraine, plateau de Langres, Morvan, caractérisée par un hiver rude (1,5 °C), des vents modérés et des brouillards fréquents en automne et hiver. 
Pour la période 1971-2000, la température annuelle moyenne est de 10,7 °C, avec une amplitude thermique annuelle de 17,6 °C. Le cumul annuel moyen de précipitations est de 992 mm, avec 12,2 jours de précipitations en janvier et 9,4 jours en juillet. Pour la période 1991-2020, la température moyenne annuelle observée sur la station météorologique de Météo-France la plus proche, « Bucey-lès-Gy », sur la commune de Bucey-lès-Gy à 1 km à vol d'oiseau, est de 11,6 °C et le cumul annuel moyen de précipitations est de 1 032,6 mm. 
La température maximale relevée sur cette station est de 41,5 °C, atteinte le 8 août 2003 ; la température minimale est de −23 °C, atteinte le 2 janvier 1971,,. 
Les paramètres climatiques de la commune ont été estimés pour le milieu du siècle (2041-2070) selon différents scénarios d'émission de gaz à effet de serre à partir des nouvelles projections climatiques de référence DRIAS-2020. Ils sont consultables sur un site dédié publié par Météo-France en novembre 2022.

## Urbanisme

### Typologie
Au 1er janvier 2024, Vellefrey-et-Vellefrange est catégorisée commune rurale à habitat dispersé, selon la nouvelle grille communale de densité à sept niveaux définie par l'Insee en 2022.
Elle est située hors unité urbaine. Par ailleurs la commune fait partie de l'aire d'attraction de Besançon, dont elle est une commune de la couronne,. Cette aire, qui regroupe 310 communes, est catégorisée dans les aires de 200 000 à moins de 700 000 habitants,.

### Occupation des sols
L'occupation des sols de la commune, telle qu'elle ressort de la base de données européenne d’occupation biophysique des sols Corine Land Cover (CLC), est marquée par l'importance des forêts et milieux semi-naturels (58,3 % en 2018), une proportion identique à celle de 1990 (58,3 %). La répartition détaillée en 2018 est la suivante : 
forêts (55,1 %), terres arables (29,8 %), prairies (8,2 %), zones agricoles hétérogènes (3,7 %), milieux à végétation arbustive et/ou herbacée (3,2 %). L'évolution de l’occupation des sols de la commune et de ses infrastructures peut être observée sur les différentes représentations cartographiques du territoire : la carte de Cassini (XVIIIe siècle), la carte d'état-major (1820-1866) et les cartes ou photos aériennes de l'IGN pour la période actuelle (1950 à aujourd'hui).

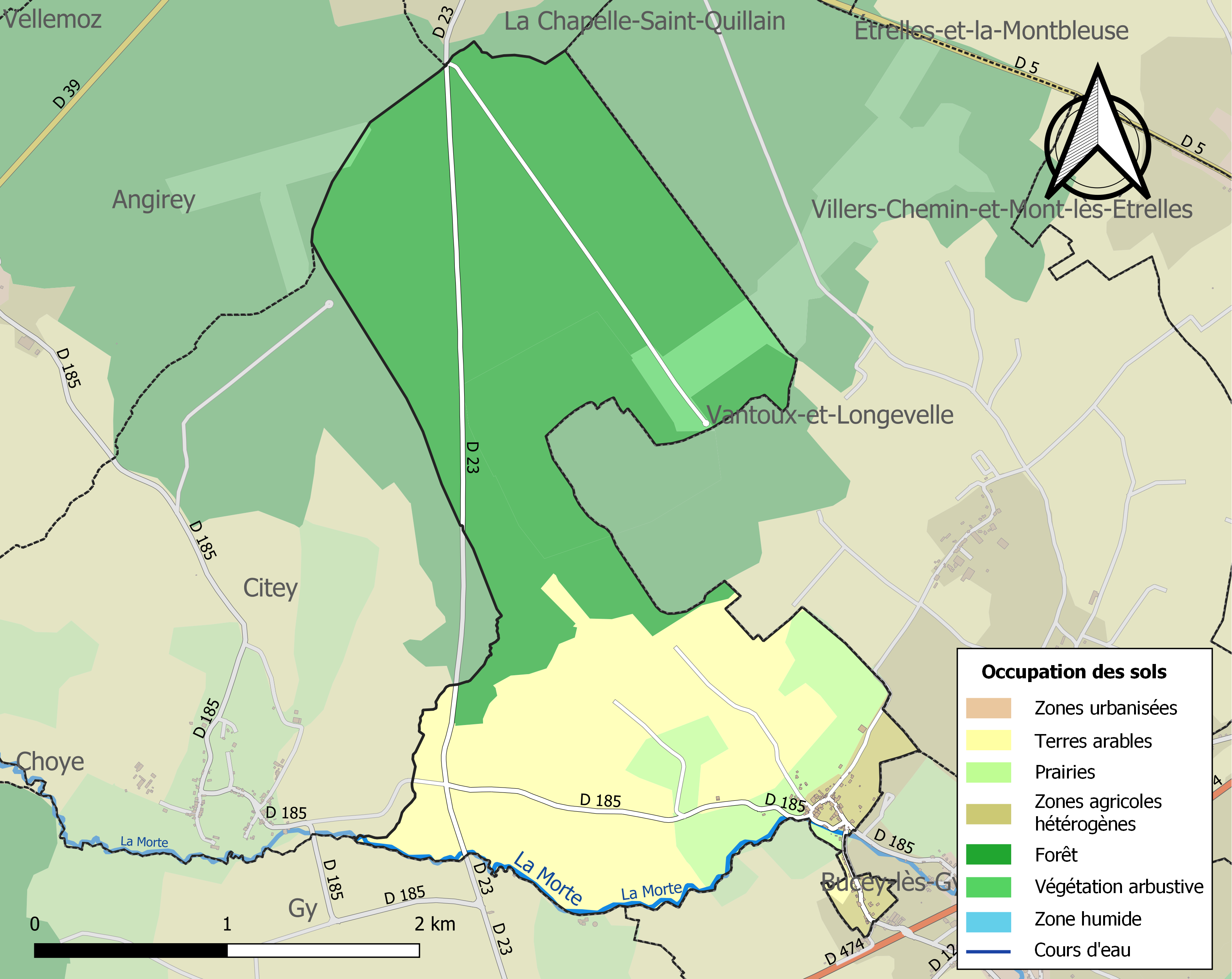
Carte des infrastructures et de l'occupation des sols de la commune en 2018 (CLC).

## Toponymie
- Vellefrange: Vilefrainge (1189), Vilefrange (XIIIe siècle), Vellefranche (1614),
- Vellefrey: Velle Frey (1793), Vellefreye (1801).

## Histoire
- En 1315, le chevalier Renaud de Corcondray donna en dot, à sa sœur, tout ce qu'il possédait à Vellefrey[réf. nécessaire].
- Le village de Vellefrange fut réuni au village de Vellefrey en 1806 pour former l'actuelle commune de Vellefrey-et-Vellefrange[13].

## Politique et administration

Carte départementale représentant en rouge la communauté de communes des monts de Gy (dans sa composition de 2015).

### Rattachements administratifs et électoraux
La commune fait partie de l'arrondissement de Vesoul du département de la Haute-Saône,  en région Bourgogne-Franche-Comté. Pour l'élection des députés, elle dépend de la première circonscription de la Haute-Saône.
Elle faisait partie depuis 1793 du canton de Gy. Dans le cadre du redécoupage cantonal de 2014 en France, la commune est désormais intégrée au canton de Marnay.

### Intercommunalité
La commune est membre de la communauté de communes des monts de Gy, créée le 31 décembre 1999.

### Liste des maires
| Période                                  | Période  | Identité       | Étiquette | Qualité                        |
| ---------------------------------------- | -------- | -------------- | --------- | ------------------------------ |
| Les données manquantes sont à compléter. |          |                |           |                                |
| avant 1988                               | ?        | Lucien Champon |           |                                |
| juin 1995                                | En cours | Denis Jeunot   |           | Réélu pour le mandat 2020-2026 |

## Population et société

### Démographie
L'évolution du nombre d'habitants est connue à travers les recensements de la population effectués dans la commune depuis 1793. Pour les communes de moins de 10 000 habitants, une enquête de recensement portant sur toute la population est réalisée tous les cinq ans, les populations de référence des années intermédiaires étant quant à elles estimées par interpolation ou extrapolation. Pour la commune, le premier recensement exhaustif entrant dans le cadre du nouveau dispositif a été réalisé en 2006.

En 2022, la commune comptait 112 habitants, en évolution de −6,67 % par rapport à 2016 (Haute-Saône : −1,4 %, France hors Mayotte : +2,11 %).
| 1793 | 1800 | 1806 | 1821 | 1831 | 1836 | 1841 | 1846 | 1851 |
| ---- | ---- | ---- | ---- | ---- | ---- | ---- | ---- | ---- |
| 225  | 219  | 255  | 237  | 270  | 255  | 278  | 266  | 261  |

| 1856 | 1861 | 1866 | 1872 | 1876 | 1881 | 1886 | 1891 | 1896 |
| ---- | ---- | ---- | ---- | ---- | ---- | ---- | ---- | ---- |
| 189  | 207  | 200  | 183  | 201  | 196  | 190  | 164  | 145  |

| 1901 | 1906 | 1911 | 1921 | 1926 | 1931 | 1936 | 1946 | 1954 |
| ---- | ---- | ---- | ---- | ---- | ---- | ---- | ---- | ---- |
| 144  | 125  | 106  | 90   | 93   | 74   | 66   | 52   | 55   |

| 1962 | 1968 | 1975 | 1982 | 1990 | 1999 | 2006 | 2011 | 2016 |
| ---- | ---- | ---- | ---- | ---- | ---- | ---- | ---- | ---- |
| 55   | 57   | 52   | 60   | 60   | 93   | 98   | 116  | 120  |

| 2021 | 2022 | - | - | - | - | - | - | - |
| ---- | ---- | - | - | - | - | - | - | - |
| 115  | 112  | - | - | - | - | - | - | - |

### Religions
- Particularité : Vellefrey-et-Vellefrange est une commune sans église, mais qui possède une petite chapelle rattachée à l'enceinte du château.

### Manifestations culturelles et festivités
- Chaque année, dans le courant du mois de janvier, la municipalité souhaite ses bons vœux à ses administrés, conviés pour l'occasion à partager la galette des rois.
- Chaque 14-Juillet la commune organise un repas ouvert aux habitants et à leurs invités.

## Économie
- 1 exploitation agricole.
- 1 maraîcher biologique.
- 1 maraicher/horticulteur.
- 1 infirmière.
- 1 société de travaux de montage de structures métalliques.
- Les commerces et les services sont situés dans la commune voisine (Bucey-lès-Gy).

## Culture locale et patrimoine

### Lieux et monuments
- Les lavoirs : il existe un magnifique lavoir en eau et rénové, avec des abords en pavés à Vellefrey ; un second lavoir entre les deux villages, aménagé dans le cours de la rivière  et un troisième lavoir à Vellefrange, hexagonal avec des abords en pavés et couvert en petite tuile.
- La Morthe,  Cette rivière de première catégorie est riche en truites dans sa traversée de la commune.
- Le château : une élégante demeure bâtie par l'architecte Jean-Charles Colombot (qui a notamment construit : en 1760 le clocher de l'église de Bucey-Lès-Gy ; à Besançon, en 1761 la maison du pharmacien Baratte (Maison natale de Victor Hugo) parmi de nombreuses autres maisons ; à Arbois, entre 1764 et 1768 une église plus vaste pour la communauté des Ursulines, de très nombreuses églises en Haute-Saône etc. ). La chapelle castrale ronde située dans un coin du parc.
- Une magnifique statue de bois polychrome de saint Hubert est exposée dans une niche à la sortie de Vellefrey (maison Charpillet).

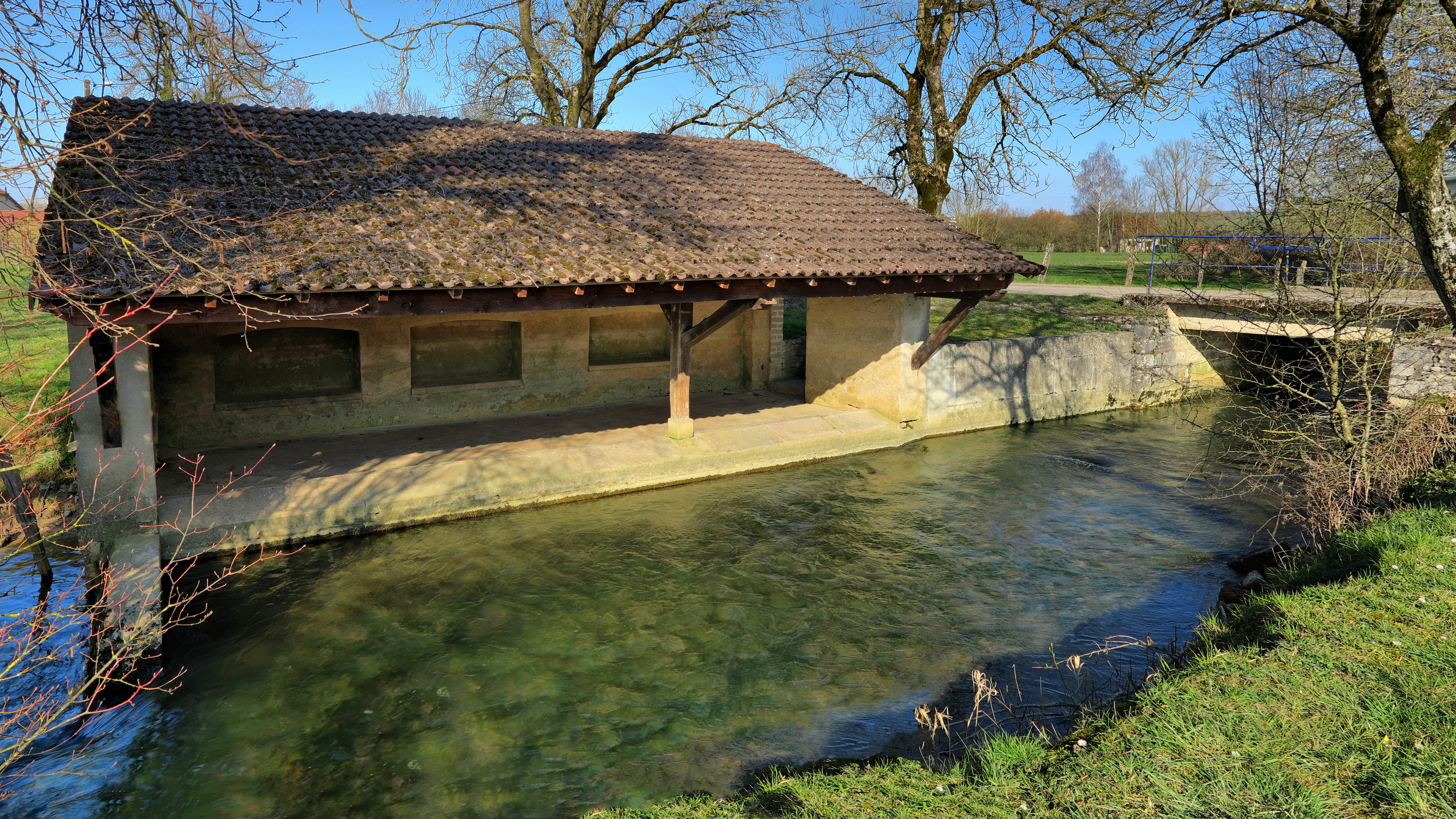
Le lavoir au fil de l'eau.
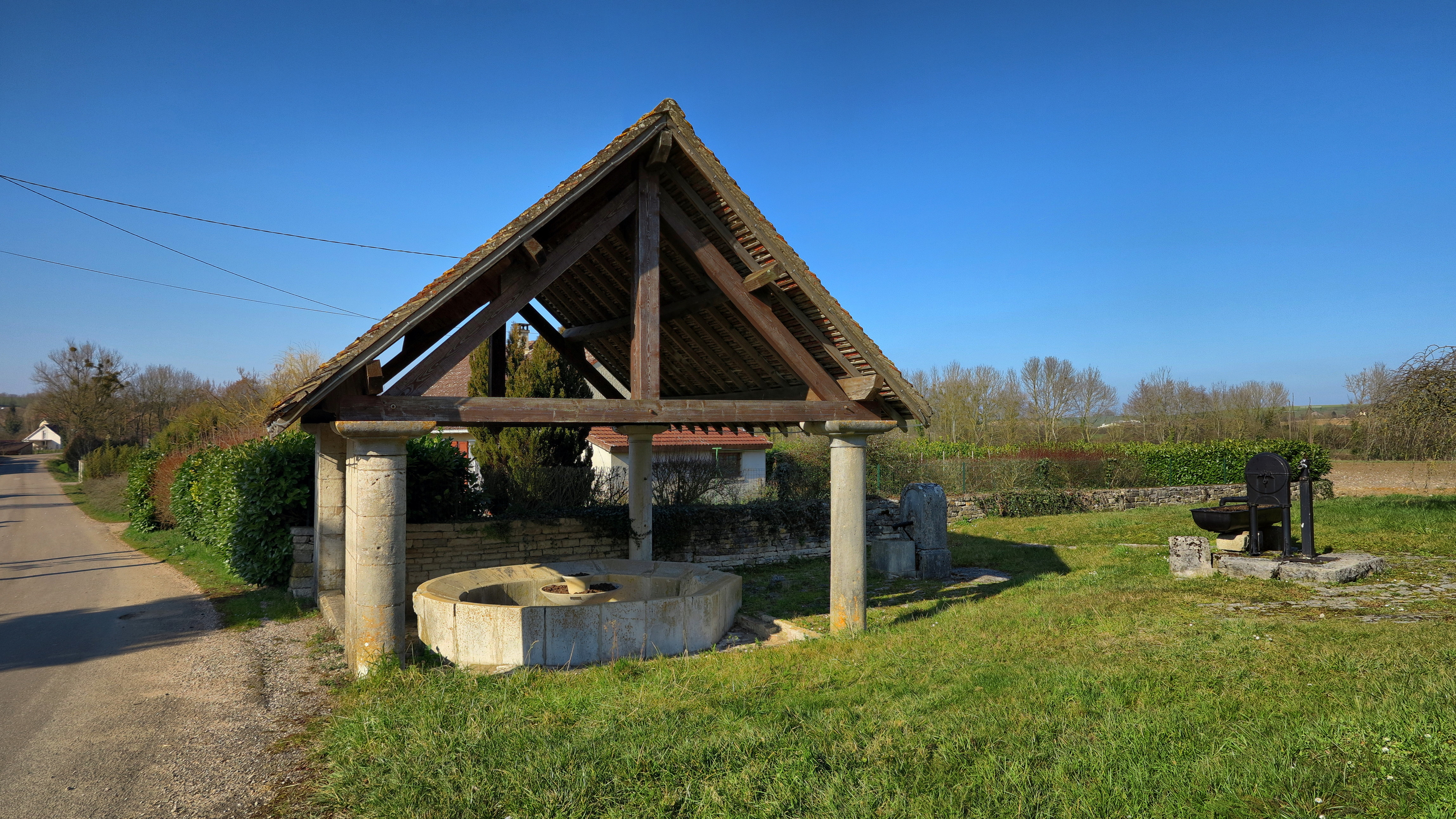
Le lavoir rond-hexagonal.
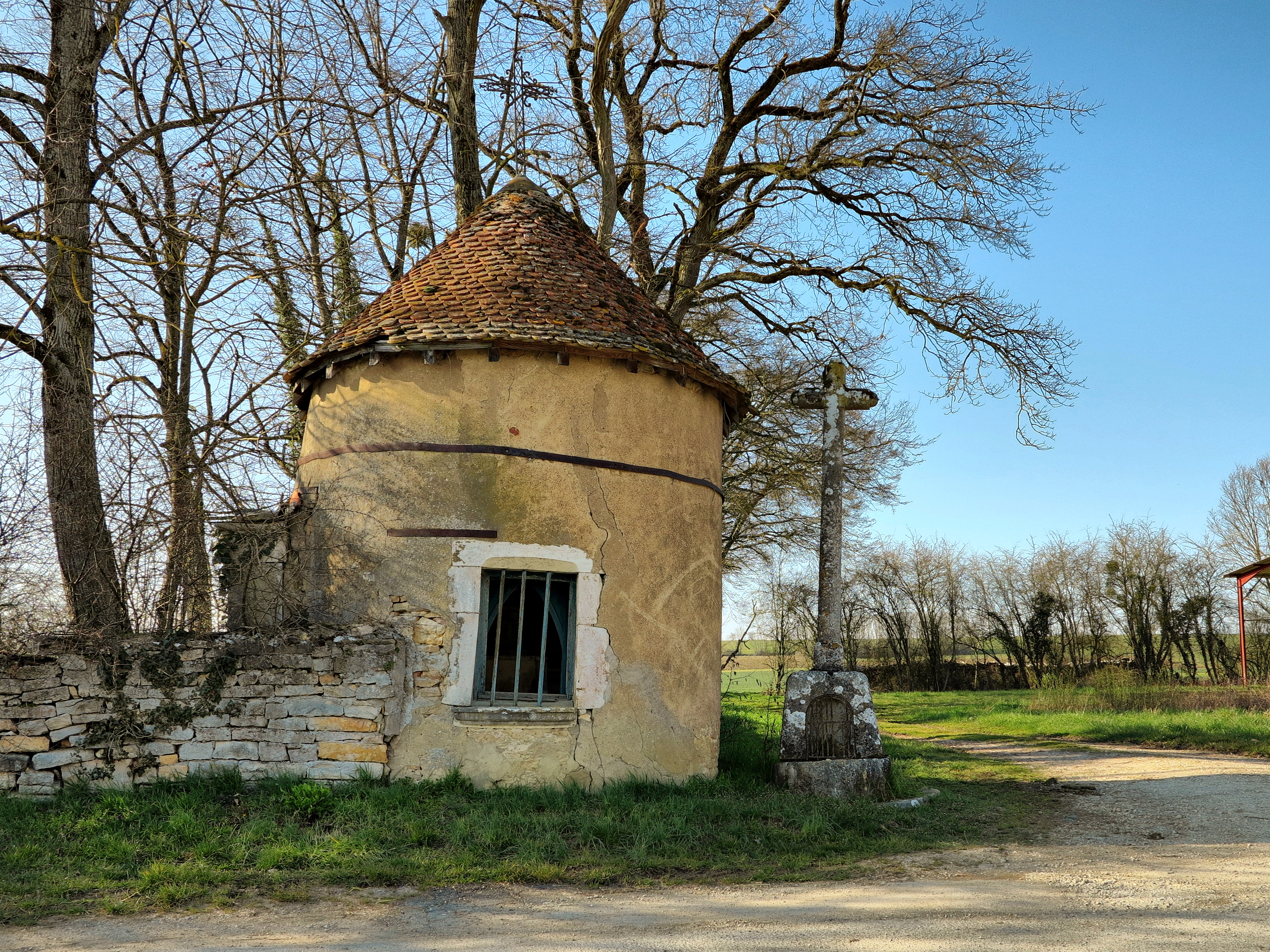
La chapelle castrale.

### Héraldique
| Blason de Vellefrey-et-Vellefrange | Blason  | De sinople à un rencontre de cerf, un renard et un écureuil, rangés en pal, le tout d'or. |
| Blason de Vellefrey-et-Vellefrange | Détails | Le statut officiel du blason reste à déterminer.                                          |